# Rhauculus
Rhauculus is een geslacht van hooiwagens uit de familie Cosmetidae.
De wetenschappelijke naam Rhauculus is voor het eerst geldig gepubliceerd door Roewer in 1928.

## Soorten
Rhauculus was monotypisch was monotypisch, maar sinds uitgebreid tot de volgende soorten:
- Rhauculus conspicuus
- Rhauculus insignitus
- Rhauculus lojanus
- Rhauculus ohausi
- Rhauculus serrifemur
- Rhauculus unicolor